# Jacques Demers (haltérophile)
Pour les articles homonymes, voir Demers et Jacques Demers (homonymie).
Jacques Demers (né le 27 juillet 1960 à Montréal (Canada)) est un haltérophile canadien.
Il a été vice-champion olympique en 1984 à Los Angeles en cumulant un total de 335 kilo dans la catégorie des moins de 75 kg. Il a aussi été vice-champion du monde cette même année.